# Девід Аксельрод (співак)
Девід Аксельрод (ім'я при народженні Володи́мир Сергі́йович Ткаче́нко; нар. 22 червня 1983, Дніпропетровськ, УРСР) — український співак, композитор.

## Освіта
В 1998 році одержав середню освіту в спеціалізованій школі з поглибленим вивченням англійської мови. 2002 року закінчив монтажний технікум, одержав технічну освіту за фахом — будівництво (архітектура). 2007 року закінчив Придніпровську державну академію будівництва та архітектури.

## Сцена
Перші кроки на сцені Володимир зробив, здобуваючи освіту в академії, у  гуртку студентської самодіяльності. Одразу після участі у кількох студентських фестивалях Володимир взяв участь у міжнародному конкурсі «Юність Дніпра» (2004), де головував Віктор Герасимов. У тому ж році Володимир Ткаченко  пройшов  у телевізійний проєкт «Шанс-4» через перемогу у програмі «Караоке на майдані». Як фіналіст проєкту «Шанс-4» взяв участь у XIV фестивалі Таврійські ігри у 2005 році. Далі,  навчаючись у Придніпровській державній академії будівництва та архітектури, Володимир у вільний час підкорював нові сценічні вершини. Так, він пройшов кастинг у проєкт «Ти — зірка» національного відбору до конкурсу Євробачення (2006), де далі увійшов до четвірки фіналістів.  У наступному році пройшов національний відбір конкурсу «Нова Хвиля». Після дипломування у академії, Володимир представив Україну на міжнародному конкурсі «Нова Хвиля-2007» в Юрмалі, де у якості соліста  дуету «Барселона» [Архівовано 29 грудня 2019 у Wayback Machine.] одержав другу премію. Це було тріумфом дуету «Барселона». Під час конкурсу в Юрмалі дует презентував глядачам новую пісню Ігоря Крутого «Сложные пути любви», яку композитор написав спеціально для нього.  Після конкурсу 12.09.2007 р. дует записав саундтрек «Ты и я» [Архівовано 29 грудня 2019 у Wayback Machine.]  до серіалу «Сердцу не прикажешь» «FILM.UA STUDIO» [Архівовано 29 грудня 2019 у Wayback Machine.], який став хітом вже до виходу серіалу у прокат. Дует запрошували практично на всі концертні майданчики країни та за її межами. У кінці року дует запросили на зйомки у новорічному фільмі-мюзиклі «Дуже новорічне кіно, або Ніч у музеї», який вийшов на екрани 31 грудня 2007 року.  Під час зйомок у фільмі у складі дуету «Барселона» вже була інша солістка.  Саме через такі розбіжності з продюсерською політикою Володимир Ткаченко покинув продюсера та розпочав сольну кар'єру.  
У 2008 році Володимир Ткаченко почав працювати над своїм репертуаром, але маючи тільки талант до співу, й не маючи музичної освіти, написання пісень відбувалось дуже повільно. Задля прискорення роботи над своїм альбомом співак навчився грати на гітарі та вже в кінці року презентував нову авторську пісню. А 4 вересня  2009 року в ротацію виходить ще одна його композиція "Тебя выбираю", яка увійшла в мр3 збірки багатьох радіостанцій. На цю пісню співак зняв кліп, який увійшов у топ 10 музичного телеканалу М1.   
22 червня 2010 року Володимир Ткаченко прийшов на дніпропетровський кастинг першого сезону шоу «Ікс-Фактор» і отримав чотири суддівські «так». Згодом він увійшов до дванадцятки найкращих, а згодом — до числа фіналістів. Після проєкту «Ікс-Фактор» Володимир отримав пропозицію від телеканалу «СТБ» стосовно його участі у телевізійному шоу «Танці з зірками». Прийнявши пропозицію телеканалу, Володимир Ткаченко почав тренування на танцполі. Прямі ефіри почались 26 лютого 2011 року. 14 травня, після 5 місяців тренуваннь та виступів на танцполі, пара Володимир Ткаченко та Ірина Лещенко за результатами глядацького голосування зайняли третє місце. 
Після тривалого відпочинку від телепроєктів та кількох років творчості у Володимира Ткаченка почалася творча криза у створенні свого репертуару. Він записував та виконував на концертах пісні різних авторів, поппурі та ремейки.
У кінці 2018 року Володимир Ткаченко змінив ім'я та прізвище на Девід Аксельрод. Вже під новим сценічним ім'ям він успішно виступає в шоу "Голос країни" (9 сезон) у складі команди Тіни Кароль, де дістається півфіналу.
Навесні 2020 року Девід презентує пісню "Horizon", з якою бере участь у Національному відборі пісенного конкурсу Євробачення-2020. У другому півфіналі (15 лютого 2020) Девід здобуває третє місце із 11 балами, що дає йому право на участь у фіналі. Отримавши 3 бали від суддів та 2 від телеглядачів, Девід посідає 4-5 сходинку у фіналі.
Після початку повномасштабного вторгнення служив в ТрО 

## Досягнення
- Лауреат Міжнародного конкурсу «Юність Дніпра» (2004);
- Фіналіст проєкту «Шанс-4» (2005);
- Фіналіст проєкту «Ти — зірка» національного відбору на конкурс «Євробачення-2006»;
- Срібний призер конкурсу «Нова Хвиля» (соліст дуету «Барселона») (2007);
- Фіналіст першого сезону талант-шоу «Ікс-Фактор» (4 вересня 2010 — 1 січня 2011);
- Фіналіст першого сезону телепроєкту «Танці з зірками» ( 26 лютого 2011 - 14 травня 2011);
- Півфіналіст дев'ятого сезону шоу "Голос країни" (2019).
- Фіналіст Національного відбору пісенного конкурсу "Євробачення" (2020).

## Відеокліпи
- «Сердцу не прикажешь» (2007)
- «Тебя выбираю» (2011)
- «Амелі» (2017)